# Iwan Akułow
Iwan Akułow Iwan Aleksiejewicz Akułow (ros.) Иван Алексеевич Акулов (ur. 12 kwietnia 1888 w Petersburgu, stracony 30 października 1937 w Moskwie) — rosyjski polityk socjaldemokratyczny i komunistyczny. Wiceprzewodniczący OGPU 1931-32, prokurator generalny ZSRR 1933-35, sekretarz Centralnego Komitetu Wykonawczego (CIK) ZSRR (1935-37) 

## Życiorys
Od 1907 był członkiem SDPPR, członek frakcji bolszewików. Przed rewolucją lutową i obaleniem caratu kilkukrotnie aresztowany i zsyłany, ostatni raz w 1913, zesłany do Samary, skąd zbiegł w 1916. Po obaleniu caratu członek bolszewickiej Organizacji Wojskowej, współuczestniczył w przygotowaniu zbrojnego przejęcia władzy przez bolszewików, a następnie w samym przejęciu władzy.
Członek Orgbiura Komitetu Centralnego WKP(b) od 13 lipca 1930 do 2 października 1932, członek CK WKP(b) od 1927 do 1930, członek  Centralnej Komisji Kontrolnej RKP(b) - WKP(b) od 1923 do 1925 i od 1930 do 1934. Od 1931 zastępca przewodniczącego OGPU, 1933-1935 prokurator generalny ZSRR. Sekretarz Centralnego Komitetu Wykonawczego (CIK) ZSRR (1935-37) 
W okresie "wielkiej czystki" 23 lipca 1937 aresztowany przez NKWD pod zarzutem "udziału w kontrrewolucyjnym spisku wojskowym w Armii Czerwonej". 29 października 1937 skazany na śmierć przez Kolegium Wojskowe Sądu Najwyższego ZSRR, rozstrzelany następnego dnia. Ciało skremowano w krematorium na Cmentarzu Dońskim, prochy pochowano anonimowo.
Zrehabilitowany 18 grudnia 1954 postanowieniem Kolegium Wojskowego SN ZSRR.